# Георг Базеліц
Георг Базеліц (нім. Georg Baselitz, справжнє ім'я Ганс-Георг Керн нім. Hans-Georg Kern; нар. 23 січня 1938, Дойчбазеліц) — німецький живописець, графік і скульптор, належить до числа найдорожчих сучасних художників. Неоекспресіоніст, один з основоположників стилю «Нові дикі».

## Біографія і творчість
Ганс-Георг Керн народився в 1938 році в сім'ї вчителя початкової школи . Займатися живописом почав в 1955 році, беручи приватні уроки .
У 1956 році переїхав до Східного Берліна, де вступив у Вищу школу образотворчого мистецтва, але був незабаром виключений з училища за «політичну незрілість» . Після цього переїхав до Західного Берліна, де продовжив навчання у Вищій художній школі.
У 1958 році, після переїзду в Західний Берлін, Базеліц зустрів свою майбутню дружину Ельке Кретчмар. В цей же час складається його власний впізнаваний стиль; він пише серію картин, у тому числі «Uncle Bernhard» / «Onkel Bernhard».
У 1961 він змінив своє ім'я на Георг Базеліц, в пам'ять про рідне місто . Разом з іншим молодим художником із Саксонії, Ойгеном Шонебеком він в тому ж році влаштував в районі Вільмерсдорф виставку «Пандемоніум-1». На цій виставці художниками був проголошений маніфест, що протиставляв їх творчість абстрактному мистецтву . Базеліц завжди тяжів до предметних, фігуративних мотивів, при цьому особливо цінував принцип арт-провокації, зображуючи фігури часом в таких провокаційно ексгібіціоністські позах, що, наприклад, в 1963 році під час персональної виставки художника в галереї Werner & Katz в Берліні відбувся скандал. Дві його картини «Велика ніч в бадді» («The Big Night Down The Drain», 1962/1963) і «Оголений чоловік» («Naked Man», 1962) були заборонені до показу як непристойні .

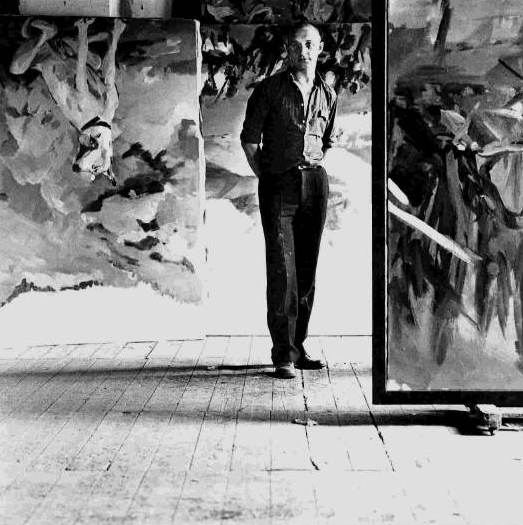
Георг Базеліц. Фотограф Lothar Wolleh, Мюльгайм, 1971

Головним кордоном творчої зрілості Базеліц можна вважати другу половину 1960-х років. У цей час з'явилися так звані «фрактурні картини» (від нім. Frakturbildern де людські фігури і предмети виявляються розділеними на окремі горизонтально орієнтовані сегменти. Зображувані предмети виступають в якості фону для живопису. Свою мету художник сформулював таким чином: «Реальність — це сама картина, але зовсім не те, що на картині» . У 1969 році в роботі «Ліс на голові» Базеліц висловив свою відмову від змістовних аспектів. Траєкторії нанесення фарб показують, що Базеліц писав свої картини в стилі «руху навколо осі».
З кінця 1960-х років фірмовим прийомом Базеліца став «перевернутий образ» (зображення фігур вниз головою). Таким чином він прагнув подолати верховенство змісту над формою .
У 1970-ті роки у Базеліца пройшли виставки в Мангаймі, Гамбурзі, Касселі, Амстердамі, участь в Бієнале в Сан-Паулу. В кінці 1970-х він зайнявся скульптурою. Першим досвідом була «Модель для скульптури» (1979/1980) — розфарбована скульптура з дерева. Вплив експресіонізму позначається на його скульптурних роботах ще більш явно, ніж в його картинах . У 1980-і популярність художника зростає; його стиль стає більш агресивним.
У 1990 — перша велика виставка в Східній Німеччині (Національна галерея в Старому музеї Берліна). У 1993 Базеліц оформляє постановку опери Харрісона Бертуістла «Панч і Джуді» в Амстердамі. У 1995 — великі виставки в музеї Гуггенхайма в Нью-Йорку, Вашингтоні та Лос-Анджелесі .
Базеліц займав пост професора Академії мистецтв у Карлсруе і західноберлінської Вищої художньої школи.

## Визнання
Кавалер Ордена літератури і мистецтва (1989), володар Австрійського почесного знака «За науку і мистецтво» (2004), лауреат Імператорської премії Японії (2006) .

## Стиль
У 1970-ті роки Базеліц прославився своїми перевернутими зображеннями. Його вважають революційним художником, оскільки він привертає увагу глядачів до своїх робіт, змушуючи їх задуматися і пробуджуючи їх інтерес. Сюжети картин здаються не такими важливими, як візуальне сприйняття роботи. Протягом своєї кар'єри Базеліц міняв свій стиль, починаючи з накладання субстанцій і закінчуючи своїм стилем, починаючи з 1990-х років, який більше фокусується на ясності і плавних змінах. Його малюнки і картини останніх десяти років показують, що художник переглядає, виправляє і змінює свої більш ранні роботи. Саморефлексія йде рука об руку з безтурботним і вільним графічним стилем .